# 因苏尔
因苏尔是德国莱茵兰-普法尔茨州的一个市镇。总面积5.01平方公里，总人口487人，其中男性229人，女性258人（2011年12月31日），人口密度97人/平方公里。